# Departamento de Paysandú
Paysandú es uno de los diecinueve departamentos que componen la República Oriental del Uruguay. Su capital es la ciudad homónima Paysandú.
Está ubicado en el noroeste del país, limitando al norte con Salto, al este con Tacuarembó, al sur con Río Negro y al oeste con el río Uruguay que lo separa de la República Argentina. Con 13 922 km² es el tercer departamento más extenso —por detrás de Tacuarembó y Salto— y con 121 843 habitantes en 2023, el sexto más poblado, por detrás de Montevideo, Canelones, Maldonado, Salto y Colonia.

## Historia
Durante los primeros años de existencia del estado uruguayo, Paysandú llegó a ocupar la totalidad del territorio uruguayo que se ubicaba por encima de la margen norte del río Negro, lo cual lo convertía, con más de 74.000 km2 de superficie, en el departamento más grande de la historia del Uruguay. También es junto a Montevideo, Canelones, San José, Colonia, Soriano, Durazno, Maldonado y Cerro Largo, uno de los nueve departamentos fundadores del Uruguay que ya estaban presentes al momento de jurarse la Constitución de 1830. 
El 16 de junio de 1837, los departamentos de Tacuarembó y Salto son escindidos de Paysandú, quedando este último reducido a más de 23.000 km, teniendo como límites los ríos Negro, Daymán, Uruguay el arroyo Salsipuedes.

Sin embargo, no es hasta el 1 de agosto de 1881, con la segregación de Río Negro de Paysandú, que toman ambos su respectivo tamaño y forma actual. 
La ciudad capital, cuyo origen se remonta a 1750 como puerto para el depósito y posterior embarque de cueros y demás productos ganaderos, dada la estratégica posición geográfica que poseía, rápidamente creció en población y fue la segunda ciudad del país hasta muy entrado el siglo XX, tuvo el segundo hospital del país, e importantes edificios. 
Fue al norte de Paysandú que se formó el primer gobierno nacional en Purificación, donde el general Artigas estableció las bases de su confederación conocida como la Liga de los Pueblos Libres.
La plaza fue atacada en reiteradas oportunidades, siendo su defensa más heroica la de 1864 - 1865, cuando huestes brasileñas y del general Venancio Flores sometieron a los defensores acaudillados por el general Leandro Gómez, Lucas Píriz y sus compañeros a un sangriento sitio durante un mes, que terminó con la masacre de los héroes.
La llamada Defensa de Paysandú se considera una de las más épicas y heroicas defensas de una ciudad de la historia moderna, habiendo resistido apenas 1.400 hombres mal armados a más de 17.000 soldados fuertemente pertrechados.

## Geografía
Paysandú, se encuentra ubicada en un área privilegiada por sus condiciones climáticas, con costas sobre el río Uruguay y es centro de una zona clave con comunicaciones que lo vinculan con todo el país y Latinoamérica.

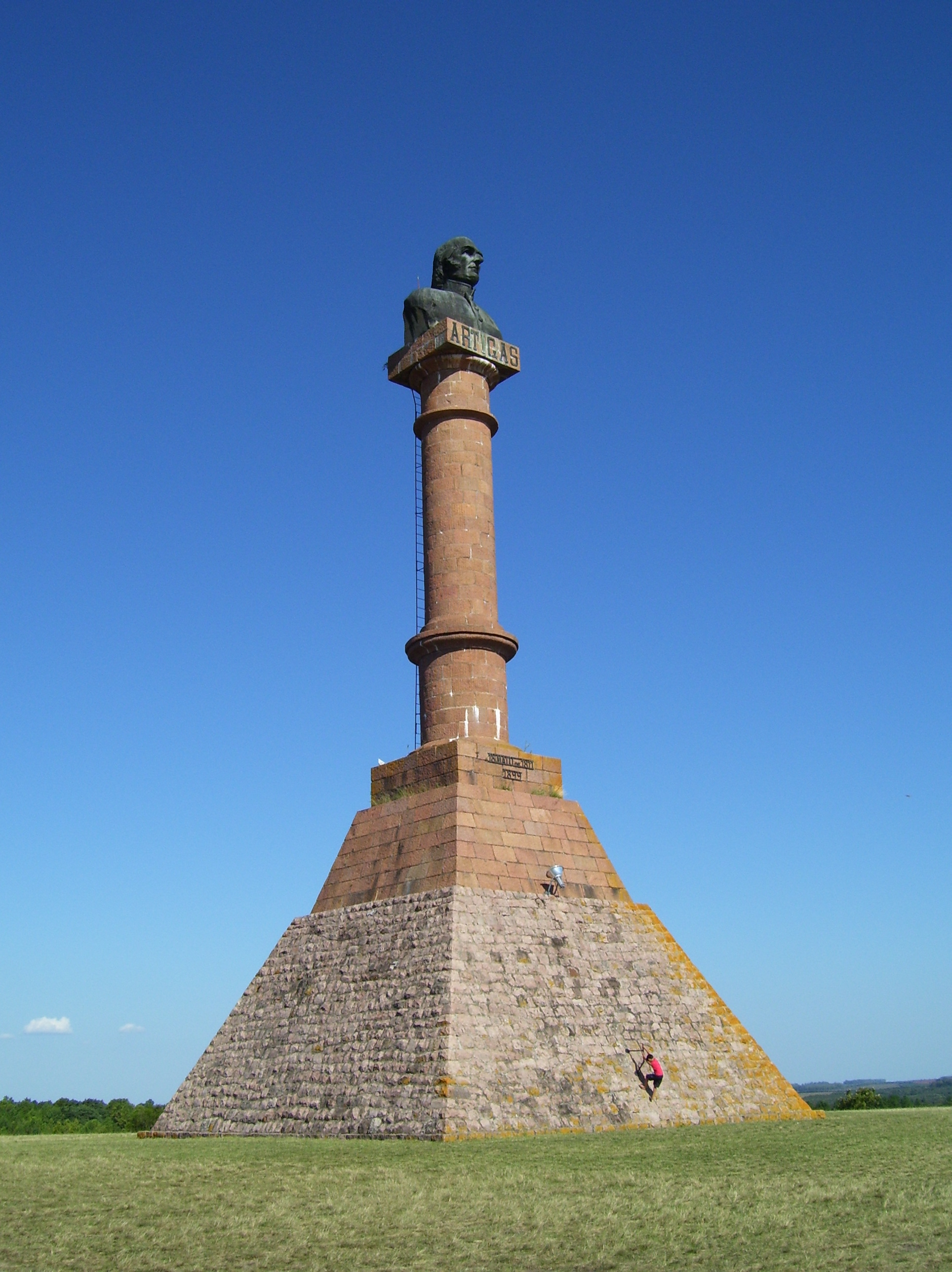
Meseta de Artigas.

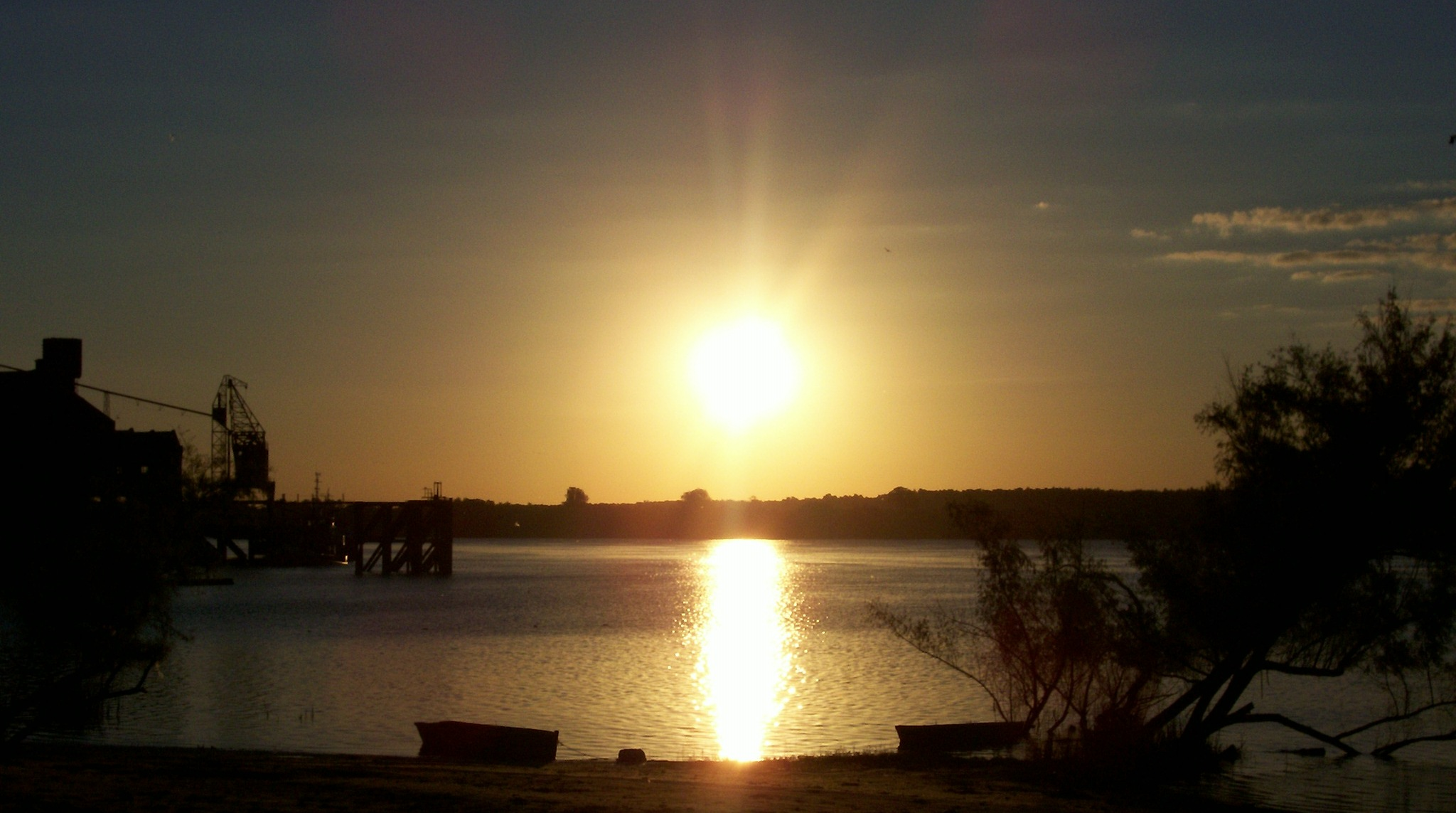
Atardecer sobre el Río Uruguay. A la izquierda el Club Remeros Paysandú y en el fondo la Isla Caridad, donde se refugiaron mujeres y niños durante la sangrienta defensa de la plaza

El departamento es reconocido por su actividad industrial y comercial como uno de los más importantes del país, tiene vías de acceso terrestre por medio de las rutas 3 y 24 que lo conectan con la capital y el resto del Uruguay, y tiene en el Puente General Artigas, un vínculo directo con Argentina, a la cual se ingresa por la ciudad de Colón.

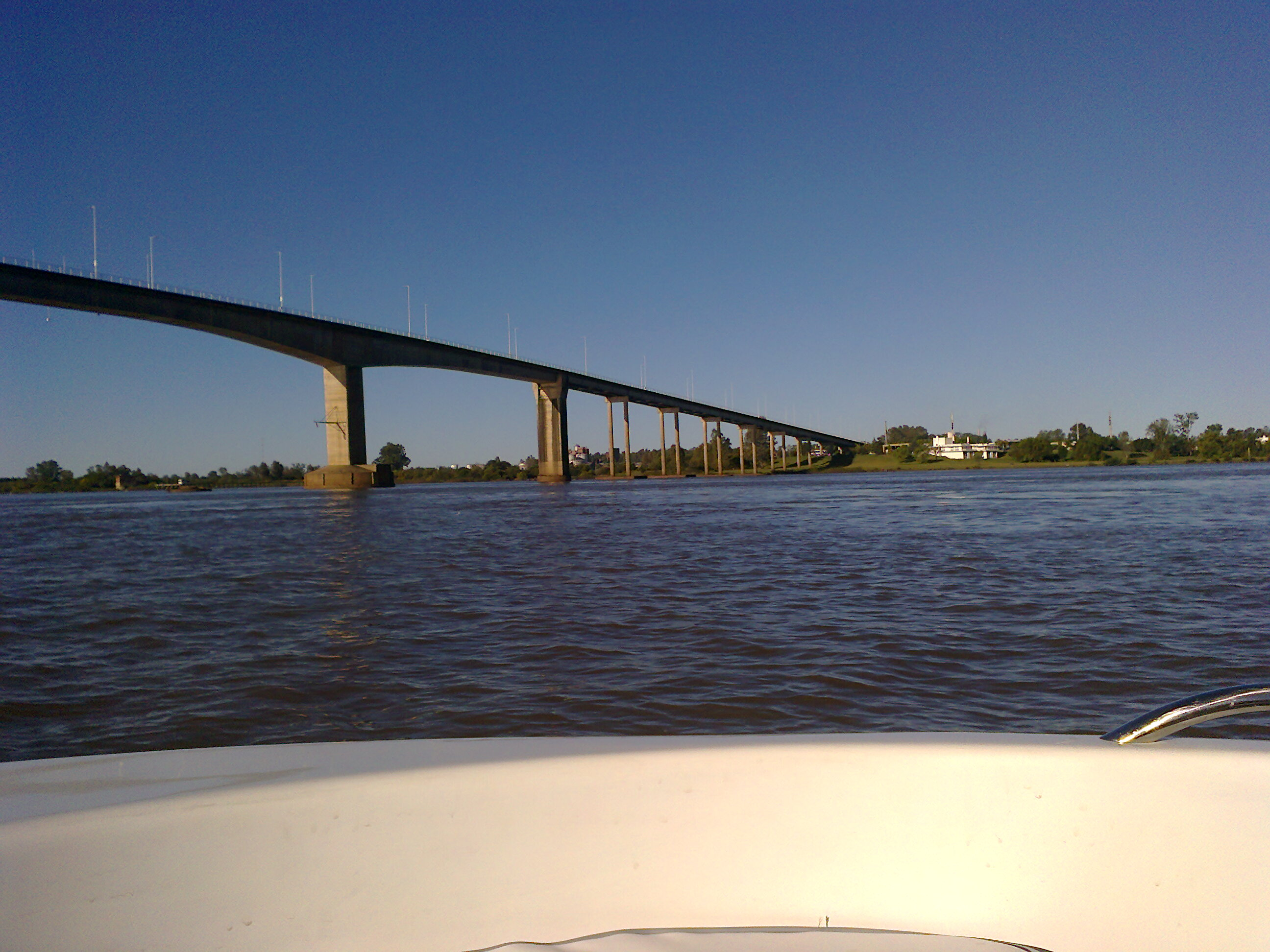
Puente internacional visto desde el canal de navegación.

Conmemora su declaratoria como ciudad el 8 de junio de cada año, en los denominados "Festejos de Paysandú Ciudad", realizándose actividades de toda índole que tienen como base desfiles gauchescos y espectáculos culturales y deportivos.

### Hidrografía
La única cuenca hidrográfica que atraviesa el departamento de Paysandú es la del río Uruguay, que a su vez pertenece a la Cuenca del Plata.
Directamente al río Uruguay desembocan los arroyos Negro, San Francisco Grande, Guaviyú, Chapicuy Grande y los ríos Queguay Grande y Daymán.
Del río Queguay Grande desemboca el río Queguay Chico (cuyo principal afluente es el arroyo Molles Grande) y los arroyos Quebracho Grande, Soto, Capilla Vieja, Ñaquiñá, y de los Corrales.
Del arroyo Negro desemboca el arroyo Valdez y del río Daymán desemboca el arroyo Carumbé y del río Negro proviene el arroyo Salsipuedes Grande.

### Áreas protegidas
El departamento cuenta con un área natural protegida dentro de su territorio, ésta es el Área protegida Montes del Queguay. La misma forma parte del Sistema nacional de áreas naturales protegidas de Uruguay (SNAP) desde 2014, y se ubica en la zona central departamento, en la confluencia de los ríos Queguay Grande y Queguay Chico abarcando aproximadamente 40000 hectáreas.

## Economía
En el panorama aldeano se produjo un cambio a mediados del siglo XIX. Las artesanías dieron paso a la industrialización de la carne y el cuero con el advenimiento del primer saladero (1840). Un siglo después se produce el bum industrial con la instalación de grandes curtiembres, aceiteras, cervecería, ingenio azucarero, textil, laminado decorativo, citrícolas y otras.
La producción industrial de Paysandú aporta un considerable caudal de divisas al Uruguay, y se complementa con la actividad comercial, donde tienen su sostén diario la mayor parte de sus 100 mil habitantes.

## Gobierno
De acuerdo con el artículo 262 de la Constitución de la República, en materia de administración departamental "el Gobierno y Administración de los Departamentos, con excepción de los servicios de seguridad pública, serán ejercidos por una Junta Departamental y un Intendente. Tendrán su sede en la capital de cada departamento e iniciarán sus funciones sesenta días después de su elección."
Además, "el Intendente, con acuerdo de la Junta Departamental, podrá delegar en las autoridades locales el ejercicio de determinados cometidos en sus respectivas circunscripciones territoriales"(...).

### Ejecutivo
La Intendencia municipal es el órgano ejecutivo del departamento. El Intendente es electo de forma directa con cuatro suplentes,por un período de cinco años con posibilidad de reelección.

### Legislativo
La legislatura es ejercida por una Junta Departamental compuesta de 31 ediles, con tres suplentes, que acompañan a las listas electorales y son elegidos de forma democrática. Los ediles son los encargados de proponer reformas municipales, decretos e impuestos, así como cualquier otro proyecto que estimen conveniente coordinar con el Intendente. Estos cumplen la función del Poder Legislativo a nivel departamental.

### Municipios

Los municipios del departamento de Paysandú a 2015:
1) Chapicuy,
2) Guichón,
3) Lorenzo Geyres,
4) Piedras Coloradas,
5) Porvenir,
6) Quebracho,
7) Tambores.
El territorio representado de color gris corresponde al área departamental no municipalizada hasta el momento.

A través de la ley N.º 18653 del 15 de marzo de 2010, fueron creados 3 municipios en el departamento de Paysandú. Sus límites geográficos quedaron determinados según los decretos 6063/2010 y 6064/2010 de la Junta Departamental de Paysandú, con fecha 12 de febrero de 2010. Los primeros municipios creados fueron: Guichón, Quebracho y Porvenir.
El 18 de marzo de 2013, la intendencia entregó a la junta departamental un decreto que proponía la creación de cuatro nuevos municipios en el departamento. El decreto fue aprobado el 21 de marzo del mismo año. Los nuevos municipios creados fueron: Chapicuy, Lorenzo Geyres, Piedras Coloradas y Tambores.
| Mapa | Municipio         | Superficie (km²) | Población (2011) | Sede              |
| ---- | ----------------- | ---------------- | ---------------- | ----------------- |
|      | Chapicuy          | 1043.6           | 1382             | Chapicuy          |
|      | Guichón           | 1670.1           | 6860             | Guichón           |
|      | Lorenzo Geyres    | 938.7            | 1704             | Lorenzo Geyres    |
|      | Piedras Coloradas | 1192.7           | 1956             | Piedras Coloradas |
|      | Porvenir          | 954.5            | 4178             | Porvenir          |
|      | Quebracho         | 1088.4           | 3671             | Quebracho         |
|      | Tambores          | 2388             | 1475             | Tambores          |

## Bandera departamental
La bandera de Paysandú está basada en la bandera de Artigas de 1815. Su creador fue Silvio Giordano y se izó por primera vez el 2 de junio de 1992. Consta de un fondo blanco, teniendo, tanto arriba como abajo, tres franjas horizontales: la superior e inferior azules, y la del medio roja. En el centro aparece la flor del mburucuyá, cuyos tres pistilos representan las 3 Defensas de la ciudad de Paysandú, y los 19 puntos lilas representan a los Departamentos del país.

## Semana de la Cerveza
La Semana de la Cerveza de Paysandú es uno de los eventos turísticos más importantes del país. Se realiza desde 1966 durante la Semana de Turismo.
En 1997 se inauguró el Anfiteatro del Río Uruguay para recibir a los artistas que forman parte del programa de la Semana. Es un escenario inspirado en los antiguos teatros griegos y posee una capacidad para 20.000 personas sentadas.
En él han actuado diversos artistas como Juan Manuel Serrat, La Bersuit, Cristian Castro, Chayanne, Los Nocheros, Marcela Morelo, Luciano Pereyra, Terra Samba, Diego Torres, Los Fabulosos Cadillacs, José Luis Rodríguez, Valeria Lynch, Mariano Mores, Teresa Parodi, Piero, María Martha Serra Lima, María Creuza, José Vélez, Sergio Denis, Soledad, No Te Va Gustar y La Vela Puerca entre otros.
En el entorno del Anfiteatro se instala una feria con 250 stands, plaza de comida, plaza de cerveza y un parque de diversiones.

## Demografía
Según el último censo realizado en el año 2023, el departamento de Paysandú contaba con una población de 121 843 habitantes, de los cuales 60 193 eran hombres, mientras que 61 650 eran mujeres. A su vez, la población urbana era de 117 884 habitantes, mientras que la rural era de tan solo 3954, por lo que esta última corresponde al 3.25 % del total.
| 80 029        | 98 508 | 103 763 | 111 509 | 113 224 | 113 124 | 121 843 |
| (Fuente: INE) |        |         |         |         |         |         |

### Centros urbanos
La principal ciudad es su capital, Paysandú, siendo Guichón, ubicada al este del departamento, la segunda, siguiéndole en importancia, Quebracho y Piedras Coloradas.
Los siguientes son pueblos o ciudades con una población de 1000 o más personas (datos del censo del año 2023):
| Ciudad/Pueblo       | Población |
| ------------------- | --------- |
| Paysandú            | 81 550    |
| Nuevo Paysandú      | 10170     |
| Guichón             | 5762      |
| Chacras de Paysandú | 4963      |
| Quebracho           | 2817      |
| San Félix           | 2533      |
| Piedras Coloradas   | 1202      |
| Porvenir            | 1175      |

Otras localidades con menos de 1000 habitantes son:
| - Tambores (886 hab.) - Lorenzo Geyres (774 hab.) - Chapicuy (735 hab.) - Gallinal (700 hab.) - Orgoroso (583 hab.) - Merinos (528 hab.) - Beisso (399 hab.) - Casa Blanca (343 hab.) - Esperanza (340 hab.) - Cerro Chato (333 hab.) - Constancia (331 hab.) - Morató (218 hab.) | - El Eucalipto (197 hab.) - Cañada del Pueblo (186 hab.) - Estación Porvenir (137 hab.) - La Tentación (137 hab.) - Queguayar (135 hab.) - Piedra Sola (122 hab.) - Arbolito (115 hab.) - Piñera (112 hab.) - Zeballos (81 hab.) - Bella Vista (50 hab.) | - Villa María (Tiatucurá) (49 hab.) - Soto (43 hab.) - Puntas de Arroyo Negro (42 hab.) - Termas del Guaviyú (38 hab.) - Araújo (34 hab.) - Federación (20 hab.) - Cuchilla de Buricayupí (14 hab.) - Cuchilla de Fuego (11 hab.) - Termas de Almirón (6 hab.) - Poblado Alonso (1 hab.) |

### Lugares históricos
- Campamento de Purificación, Hervidero
- Estancia Buen Retiro - Castillo Morató - Barreto & Morató